# ایزابلا ریوا
ایزابلا ریوا (ایتالیایی: Isabella Riva؛ ۲۲ آوریل ۱۸۸۷ – ۱۰ اوت ۱۹۸۵) بازیگر اهل ایتالیا بود.
از فیلم‌ها یا برنامه‌های تلویزیونی که وی در آن نقش داشته‌است، می‌توان به آسیاب رودخانه پو اشاره کرد.